# اچ‌ام‌ای‌اس دلوراین
اچ‌ام‌ای‌اس دلوراین (به انگلیسی: HMAS Deloraine) یک کشتی بود که طول آن ۱۸۶ فوت (۵۷ متر) بود. این کشتی در سال ۱۹۴۱ ساخته شد.